# Эней Тактик
Эней Тактик (греч. Αινείας ο Τακτικός; IV век до н. э.) — один из самых ранних греческих авторов, писавший об искусстве войны. По-видимому, он был политическим деятелем и полководцем Аркадийского союза. Происходил из Стимфала.
Согласно Элиану Тактику и Полибию, он написал много трактатов (лат. Hypomnemata) по этой теме. Единственный сохранившийся доныне «О перенесении осады» (греч. Περὶ τοῦ πῶς χρὴ). Работа в основном ценна большим количеством исторических иллюстраций. Также в работе содержится описание «книжного шифра» — метода передачи секретных сообщений с помощью малозаметных пометок рядом с буквами в книге или документе.

## Тексты и переводы
- Эней Тактик. О перенесении осад. / Пер., ст. и прим. В. Ф. Беляева. // Вестник древней истории. 1965. № 1-2.
  - переизд.: Военное искусство античности. М.: Эксмо, 2003. ISBN 5-699-04218-0 С. 38-106.
- В серии «Loeb classical library» сочинение издано под № 156 (вместе с Асклепиодотом и Онасандром)
- В серии «Collection Budé»: Énée le Tacticien. Poliorcétique. Texte établi par A. Dain, traduit et annoté par A. M. Bon. 2e tirage 2002. LXIII, 243 p. ISBN 978-2-251-00106-7